# Saal an der Donau
Saal an der Donau (eller Saal a.d.Donau) er en kommune i Landkreis Kelheim i Regierungsbezirk Niederbayern i den tyske delstat Bayern. Den er administrationsby for Verwaltungsgemeinschaft Saal a.d.Donau.

## Geografie
Saal a.d.Donau ligger i Donaudalen ved Bundesstraße 16 mellem Regensburg og Ingolstadt.

### Inddeling
Landsbyer og bebyggelser:
- Buchhofen
- Reißing
- Mitterfecking
- Peterfecking
- Oberfecking
- Einmuß
- Seilbach
- Oberschambach
- Unterschambach
- Oberteuerting
- Unterteuerting
- Kleinberghofen
- Gstreifet
- Kleingiersdorf